# Филиппова, Клавдия Ивановна
Клавдия Ивановна Филиппова — советский хозяйственный деятель, Герой Социалистического Труда.

## Биография
Родилась в 1924 году на хуторе Мостовая. Член КПСС.
Окончила школу ФЗО при Улан-Удэнском мясокомбинате.
В 1941—1979 — шприцовщица, бригадир комсомольско-молодежной бригады шприцовщиц, мастер, старший мастер термического отделения колбасного завода Улан-Удэнского мясоконсервного комбината.
Указом Президиума Верховного Совета СССР от 7 марта 1960 года присвоено звание Героя Социалистического Труда с вручением ордена Ленина и золотой медали «Серп и Молот».
Делегат XXII съезда КПСС.
Умерла в 1990 году в Улан-Удэ.

## Награды и звания
- Герой Социалистического Труда (07.03.1960)
- Орден Ленина (07.03.1960)